# Mszaniec (hromada Biała)
Mszaniec (ukr. Мшанець) – wieś na Ukrainie w rejonie tarnopolskim należącym do obwodu tarnopolskiego. Do 2020 w rejonie zborowskim.